# Katharina Schmalenberg
Katharina Schmalenberg (* 1973 in Gießen, Hessen) ist eine deutsche Schauspielerin.

## Leben und Wirken
Nach dem Schauspielstudium an der Hochschule für Musik und Theater Leipzig war sie ab 1998 bis 2002 festes Ensemblemitglied am Theater Basel. 1999 wurde sie für die Rolle der „Klara“ in Friedrich Hebbels Maria Magdalena (Aufgeführt von Andreas Kriegenburg) von Theater heute zur Nachwuchsschauspielerin des Jahres gewählt. Zur Eröffnung des neuen Schauspielhauses in Basel spielte sie dort den Hamlet (Regie Stefan Bachmann).
2002 wechselte sie ans Deutsche Theater Berlin. Bis 2009 spielte sie dort unter anderem in Inszenierungen von Stephan Kimmig, Dimiter Gotscheff, Barbara Frey, Nicolas Stemann, Jürgen Gosch (Wer hat Angst vor Virginia Woolf?, Idomeneus) und Michael Thalheimer (Einsame Menschen, Orestie).
Seit 2009 arbeitete Katharina Schmalenberg freischaffend, u. a. am Schauspielhaus Zürich, Theater am Neumarkt Zürich, Burgtheater Wien und Thalia Theater Hamburg. Sie ist seit 2013/14 festes Ensemblemitglied am Schauspiel Köln.

## Filmografie
- 2019: Kommissarin Heller – Herzversagen
- 2021: Unbroken (Fernsehserie)
- 2021: Alarm für Cobra 11 – Die Autobahnpolizei (Fernsehserie, Folge: Erbarmungslos)
- 2022: Tatort: Propheteus
- 2022: SOKO Köln (Fernsehserie, Folge: Giftmischer)
- 2023: Ingeborg Bachmann – Reise in die Wüste

## Hörspiele (Auswahl)
- 2022: Edgar Linscheid und Stuart Kummer: GRЁUL – Die Legende erwacht (WDR)[3][4]
- 2024: Edgar Linscheid und Stuart Kummer: GRЁUL 2 – Die Legende lebt (Hörspiel – WDR)[5]